# 블레이크 에드워즈
블레이크 에드워즈(Blake Edwards, 1922년 7월 26일 ~ 2010년 12월 15일)는 미국의 영화 감독이다.
오클라호마주 툴사 출신인 에드워즈는 50여 년간 활동하면서 오드리 헵번, 케리 그랜트, 토니 커티스 등 할리우드 유명 스타들과 함께 작업했으며 1963년 어수룩한 형사 클루조 경위를 주인공으로 첫 선을 보인 《핑크 팬더》 시리즈를 널리 알려졌다. 최근에도 에드워즈는 《핑크 팬더》 영화를 기본으로 하는 브로드웨이 뮤지컬을 작업중이었다고 한다. 지난 2004년에는 아카데미 공로상을 수상하기도 했다. 뮤지컬 영화 《사운드 오브 뮤직》의 여주인공 줄리 앤드루스가 그의 부인이다.
블레이크 에드워즈는 2010년 12월 15일 밤 캘리포니아주 샌타모니카의 세인트존스 병원에서 폐렴 합병증으로 세상을 떠났다고 AP 통신 등이 보도했다. 향년 88세. 부인 줄리 앤드루스는 16일 발표한 성명을 통해 "그는 내게 가장 특별한 사람이었다"며 "영원히 내 가슴속에 남아 있을 것"이라고 말했다.

## 작품 목록
- 오퍼레이션 페티코트 (1959)
- 티파니에서 아침을 (1961)
- 술과 장미의 나날 (1962)
- 핑크 팬더 (1963)
- 핑크 팬더 2 - 어둠 속에 총성이 (1964)
- 그레이트 레이스 (1965)
- 파티 (1968)
- 밀애 (1970)
- 핑크 팬더 3 - 돌아온 핑크 팬더 (1975)
- 핑크 팬더 4 - 핑크 팬더의 역습 (1976)
- 핑크 팬더 5 : 핑크 팬더의 복수 (1978)
- 10 (1979)
- 할리우드의 건달들 (1981)
- 빅터 빅토리아 (1982)
- 핑크 팬더 6 - 핑크 팬더의 추적 (1982)
- 핑크 팬더 7 - 핑크 팬더의 저주 (1983)
- 데이트 소동 (1987)
- 할리우드 차차차 (1988)
- 스위치 (1991)
- 핑크 팬더 8 - 핑크 팬더의 아들 (1993)